# Cat Stevens
Yusuf Islam, por su nombre tras su conversión al islam, más conocido por su nombre artístico Cat Stevens (nacido como Steven Demetre Georgiou; Londres, 21 de julio de 1948), es un cantautor, compositor y multinstrumentista  británico.
Su álbum debut de 1967 ingresó en el Top 10 de éxitos en el Reino Unido, y la canción "Father and Son" logró ubicarse en la segunda posición en la lista UK Singles Chart. Sus álbumes de estudio Tea for the Tillerman (1970) y Teaser and the Firecat (1971) obtuvieron el certificado de triple platino por parte de la RIAA en los Estados Unidos. A lo largo de su trayectoria ha grabado álbumes en una gran variedad de géneros como el folk, el folk rock, el pop y la música islámica.
Su álbum Catch Bull at Four de 1972 encabezó la lista Billboard 200 por tres semanas y estuvo en el tope de las listas de éxitos en Australia por quince semanas. Composiciones como "The First Cut Is the Deepest", "Father and Son", "Wild World", "Peace Train", "Moonshadow" y "Morning Has Broken" se han convertido en referentes del folk rock a nivel mundial y han sido grabadas por una gran cantidad de artistas y bandas. En 2007 recibió el premio Ivor Novello por su "extraordinaria colección de canciones". En diciembre de 1977, Stevens se convirtió al Islam y adoptó el nombre Yusuf Islam el año siguiente. En 1979 subastó todas sus guitarras para donar las ganancias a la caridad y abandonó su carrera musical para dedicarse a la enseñanza de la filosofía del Islam.
En 2006 regresó a la música popular con la publicación del álbum An Other Cup. En esta producción empezó a usar el nombre artístico Yusuf, abandonando el apellido Islam. En 2009 publicó el álbum Roadsinger y en 2014 publicó Tell 'Em I'm Gone, dando inicio a su primera gira por los Estados Unidos desde 1978. Fue introducido en el Salón de la fama del Rock and Roll en 2014.

## Biografía

### Primeros años (1948–65)
Steven Georgiou, nacido el 21 de julio de 1948 en Londres, fue el hijo menor del greco-chipriota Stavros Georgeiou (1900–1978) y de la sueca Ingrid Wickman. Sus padres se divorciaron cuando Steven tenía apenas ocho años. Sin embargo siguieron conviviendo como familia en la misma casa. Habitaban el piso superior del restaurante de su propiedad, donde todos trabajaban. Georgiou empezó a mostrar interés en la música a una temprana edad, tocando frecuentemente un colín que había en su casa. No solo por parte de padre y madre asimiló diferentes culturas en su infancia, sino que su casa estaba además abierta a diferentes amigos y familiares. Musicalmente es el heredero de una formación clásica pero también del amor por lo popular y por las danzas y canciones folclóricas griegas que escuchaba su padre. Inspirado por la popularidad de Los Beatles, a los quince años se interesó en la guitarra, convenciendo a su padre para que le comprara el instrumento. Junto a su madre se mudó a Gävle, Suecia, donde cursó estudios primarios y empezó a desarrollar su afición por el dibujo, influenciado por su tío Hugo Wickman, un pintor. Al poco tiempo ambos retornaron a Inglaterra.
Durante sus estudios secundarios en Londres solamente lograba un buen desempeño en artes. Era conocido como "el chico artista" y golpeado frecuentemente por sus compañeros. Ingresó en la Escuela de Arte de Hammersmith, queriendo iniciar una carrera en el mundo de las historietas. Aunque el dibujo era uno de sus principales intereses, su meta era convertirse en cantautor. Al igual que Los Beatles, Steven se vio influenciado musicalmente por The Kinks, Bob Dylan, Nina Simone, Lead Belly, Muddy Waters, Biff Rose, Leo Kottke y Paul Simon. En 1965 firmó un contrato con Ardmore & Beechwood y grabó algunos demos, entre los que se incluía "The First Cut Is the Deepest".

### Carrera musical (1966–70)

#### Inicios

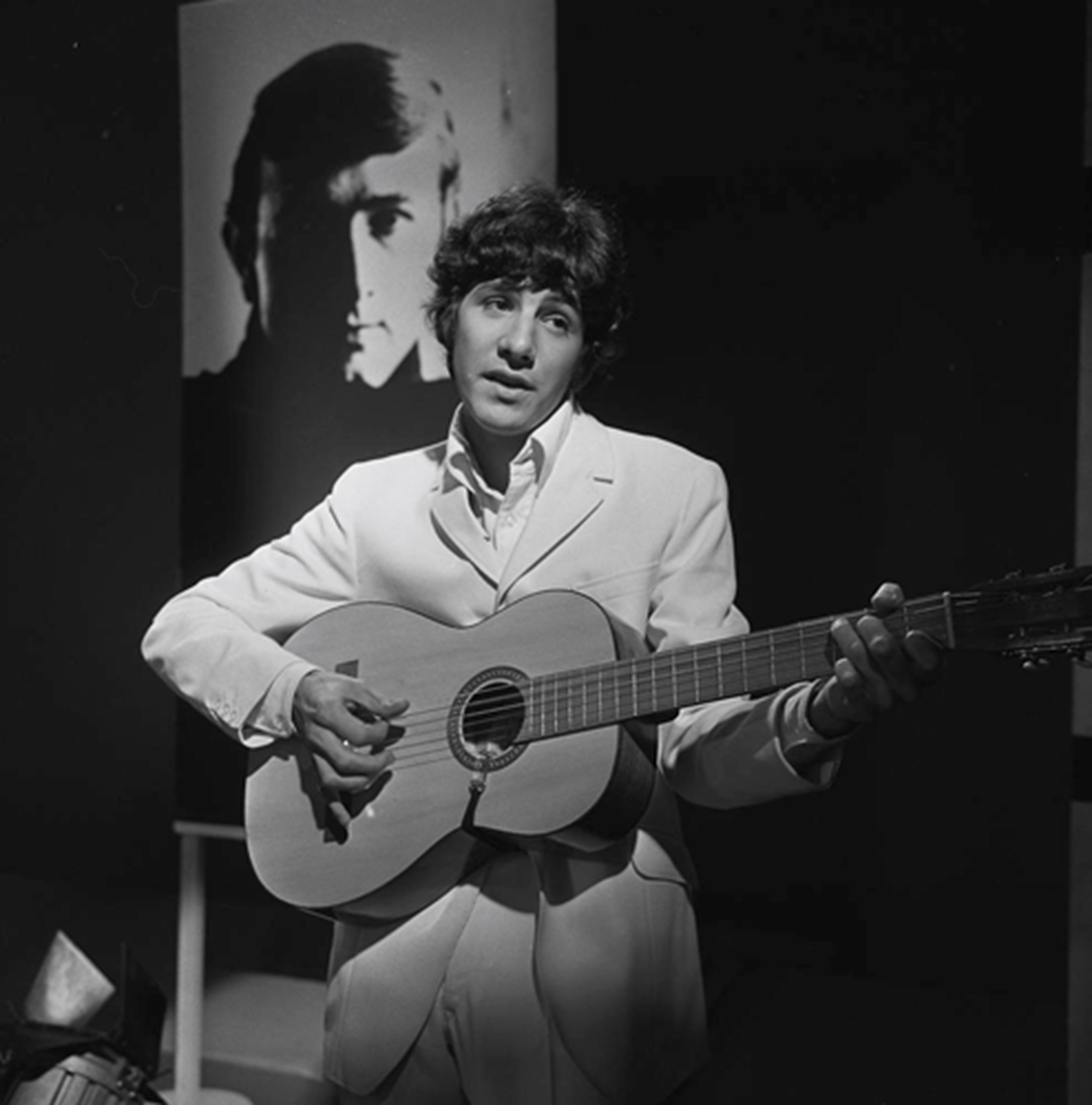
Cat Stevens en 1966.

Georgiou empezó a interpretar sus canciones en locales de Londres. Inicialmente trató de formar una banda, pero pronto se dio cuenta de que prefería ser un solista. El nombre artístico "Cat Stevens" surgió porque su novia decía que tenía ojos de gato. En 1966, con tan solo 18 años, impresionó al mánager y productor Mike Hurst, el cual le posibilitó la grabación de un demo. Los primeros sencillos se convirtieron sorpresivamente en un éxito. "I Love My Dog" se logró ubicar en la posición n.º 28 en la lista UK Singles Chart y "Matthew and Son", canción que daría nombre a su primer larga duración, ocupó la segunda posición en el Reino Unido. "I'm Gonna Get Me a Gun" fue su segundo Top 10 en el Reino Unido, y el álbum Matthew and Son se ubicó en la séptima posición de la lista UK Albums Chart.
Durante los siguientes dos años, Stevens grabó y salió de gira con una gran variedad de músicos y logró ubicar algunos de sus sencillos en las listas de éxitos británicas. Gran parte de dicho éxito se le atribuye a la estación radial pirata Wonderful Radio London, que emitía constantemente la música del cantautor. Su álbum de finales de 1967 New Masters no pudo ingresar en las listas del Reino Unido. Esta producción es notable por contener la canción "The First Cut Is the Deepest", composición que Stevens vendió a la cantante de soul P. P. Arnold y que se convirtió en un gran éxito para ella y para otros artistas como Keith Hampshire, Rod Stewart, James Morrison y Sheryl Crow.

#### Tuberculosis
Stevens contrajo tuberculosis en 1969, enfermedad que puso su vida en peligro. Pasó varios meses recuperándose en el hospital King Edward VII y un año de convalecencia. Durante ese tiempo Stevens empezó a cuestionarse algunos aspectos de su estilo de vida y su espiritualidad. Más tarde afirmó: "pasar del ambiente musical a un hospital, recibiendo inyecciones día y noche y viendo a la gente morir a tu alrededor, simplemente cambia tu perspectiva. Tuve que detenerme a pensar en mi propia vida. Parecía que hubiera tenido siempre mis ojos cerrados." Inició estudios de yoga y metafísica, abandonó el consumo de carne y empezó a investigar sobre otras religiones. Como resultado de su larga convalecencia escribió cerca de cuarenta canciones, muchas de las cuales fueron incluidas en sus producciones discográficas posteriores.

#### Cambio en el estilo musical
El escaso éxito obtenido con el segundo trabajo discográfico de Stevens empezó a deteriorar su relación con el productor Mike Hurst, quien deseaba que el siguiente álbum tuviera un sonido similar al del disco debut del artista, por encima del folk rock que Stevens estaba intentando producir. Cat admitió que saboteó a propósito su contrato con Hurst, logrando una mayor libertad creativa al firmar con la discográfica Deram Records, una subsidiaria de Decca Records. Tras recomendación del agente Barry Krost, Stevens contrató a Paul Samwell-Smith, anterior bajista de the Yardbirds, para producir su nuevo álbum.

### Carrera musical (1970–78)

#### Popularidad

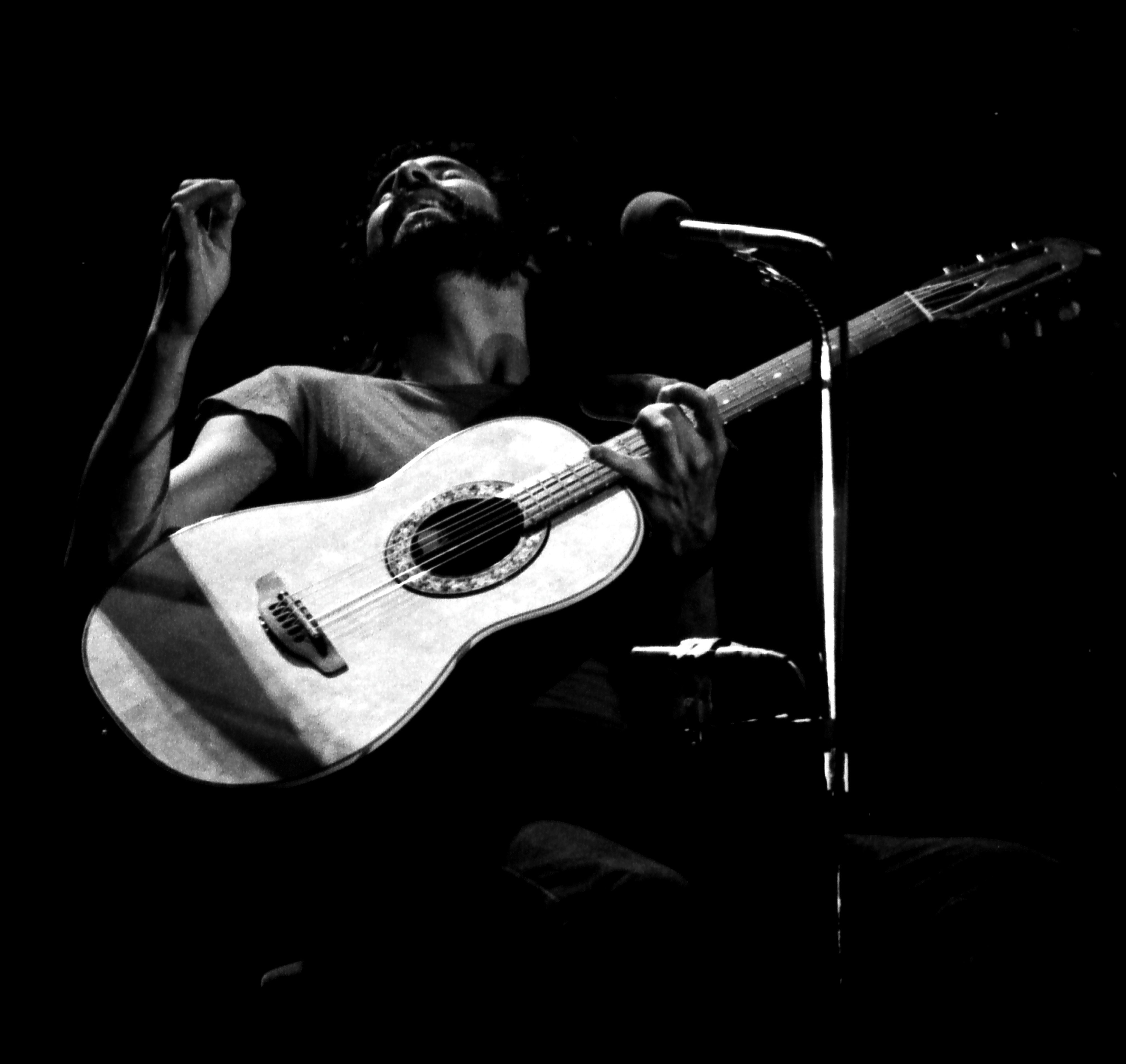
Stevens en vivo en Böblingen, Alemania, en 1976.

Las nuevas letras de Stevens reflejaban su renovada perspectiva de la vida y lo que quería que la música representara para el mundo. Aunque en el Reino Unido era un artista reconocido, en Estados Unidos aún no gozaba de popularidad. Para solucionar esto, luego de firmar un contrato con Island Records en 1970 se negoció un contrato de distribución en Norteamérica mediante A&M Records. Stevens empezó a trabajar en la grabación de Mona Bone Jakon, un álbum de folk rock con marcadas diferencias en el sonido comparado con sus producciones discográficas previas.
El productor Paul Samwell-Smith recomendó para la grabación del álbum al guitarrista Alun Davies, que se desempeñaba como músico de sesión en ese entonces. Su influencia fue decisiva en el sonido final del álbum. Davies, al igual que Stevens, era un perfeccionista. La colaboración entre ambos músicos se extendió hasta que Stevens se retiró de la industria musical, sin embargo  su amistad continuó a lo largo de los años.
El primer sencillo de Mona Bone Jakon fue "Lady D'Arbanville", canción que Stevens escribió para su novia estadounidense Patti D'Arbanville. El sencillo logró escalar hasta la octava posición en las listas de éxitos británicas y fue la primera de sus canciones en lograr amplia radiodifusión en los Estados Unidos. Vendió alrededor de un millón de copias y logró la certificación de disco de platino en 1971. Otras canciones escritas para D'Arbanville fueron "Maybe You're Right" y "Just Another Night". El álbum contenía también la canción "Pop Star", basada en la experiencia del músico como una joven estrella del pop. Para la grabación de la canción "Katmandu" el músico Peter Gabriel fue invitado como flautista. La revista Rolling Stone comparó el álbum con Tumbleweed Connection de Elton John.
Mona Bone Jakon fue el precursor del álbum que abrió el mercado estadounidense para Cat Stevens, Tea for the Tillerman, que logró entrar en la lista Billboard en territorio estadounidense. El disco logró la certificación de disco de oro tanto en el Reino Unido como en Estados Unidos. El sencillo "Wild World" fue un rotundo éxito, y canciones como "Hard-Headed Woman" y "Father and Son" también lograron amplia radiodifusión. En 2001 el álbum fue certificado multiplatino por la RIAA tras vender tres millones de copias solo en los Estados Unidos. La revista Rolling Stone lo ubicó en la posición n.º 206 en la lista de los "500 mejores álbumes de todos los tiempos" publicada en 2003.

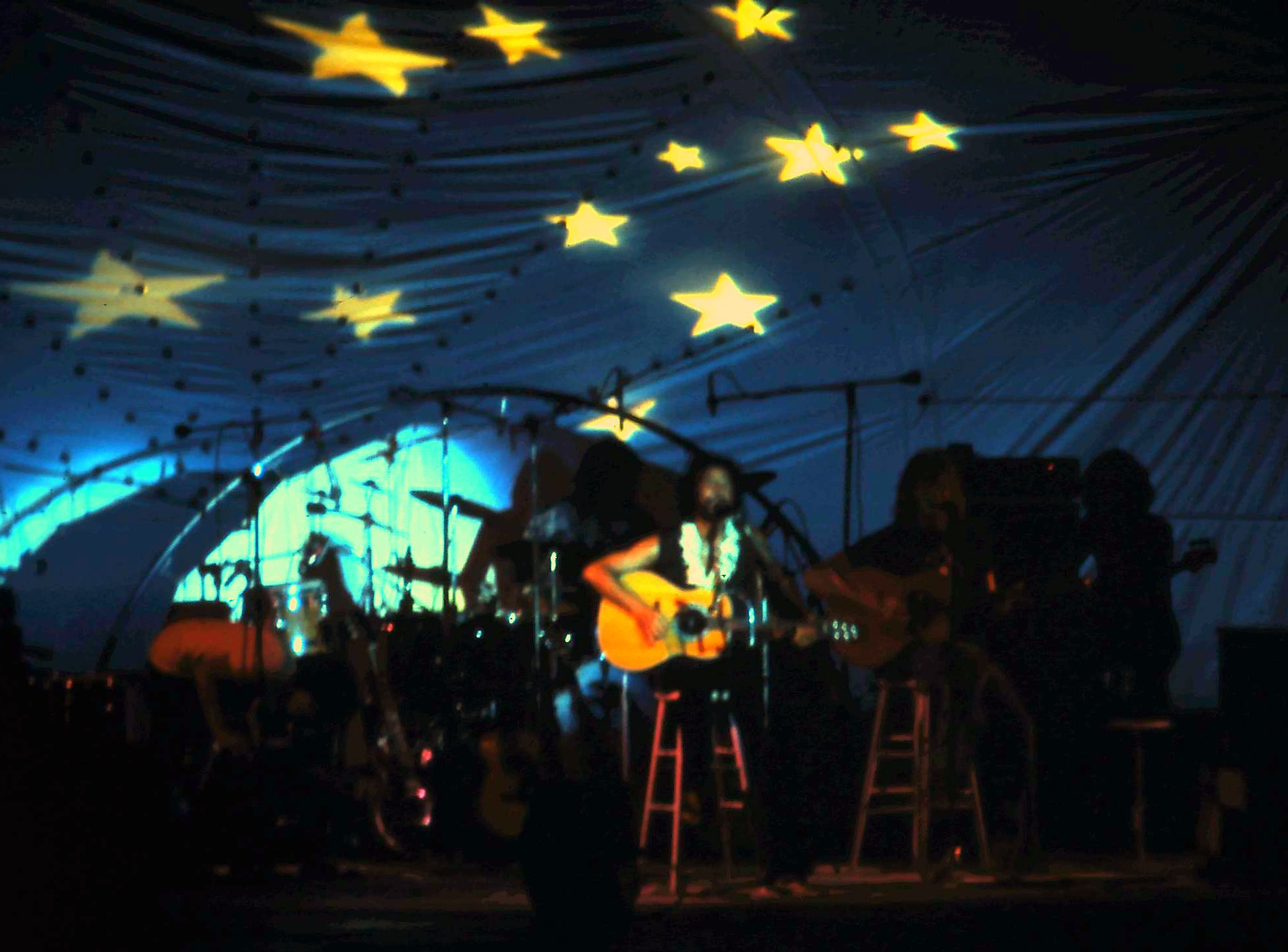
Stevens en vivo en Hawái, 1974.

Habiendo encontrado su sonido, Stevens disfrutó una etapa muy exitosa en la primera mitad de la década de 1970. El álbum Teaser and the Firecat de 1971 alcanzó la segunda posición en las listas y logró la certificación de disco de oro solo tres semanas después de su publicación en los Estados Unidos. Las canciones "Peace Train", "Morning Has Broken" y "Moonshadow" lograron frecuente radiodifusión. En 2001 la RIAA le dio la certificación de multiplatino al disco tras vender cerca de tres millones de copias en territorio estadounidense.
Entre 1971 y 1972 Stevens tuvo una relación sentimental con la popular cantante Carly Simon. Simon escribió las canciones "Legend in Your Own Time" y "Anticipation" para Stevens, quien escribió la canción "Sweet Scarlet" en agradecimiento. Su siguiente producción discográfica, Catch Bull at Four, publicada en 1972, obtuvo la certificación de disco de oro en apenas quince días en los Estados Unidos, logrando mantener la primera posición en la lista Billboard por tres semanas. El álbum fue una continuación del estilo de líricas retrospectivas y música folk, con la adición de sintetizadores y otros instrumentos sumados a las tradicionales guitarras. Catch Bull at Four fue certificado como disco de platino en 2001.

#### Bandas sonoras para cine y televisión
En julio de 1970, Stevens grabó una de sus canciones, "But I Might Die Tonight", para la película de Jerzy Skolimowski Deep End. En 1971 aportó nueve canciones para la banda sonora de la película Harold and Maude. Dos de esas canciones, "Don't Be Shy" y "If You Want to Sing Out, Sing Out", no fueron publicadas en ningún álbum del artista hasta su inclusión en el recopilatorio Footsteps in the Dark: Greatest Hits, Vol. 2.
Después de su conversión religiosa a finales de la década de 1970, Stevens no volvió a permitir que sus canciones fueran utilizadas en cine o televisión. Sin embargo, casi veinte años después, la película Rushmore recibió el permiso para usar las canciones "Here Comes My Baby" y "The Wind". En 2001 la canción "Peace Train" se usó en la película Remember the Titans al igual que en We Are Marshall de 2006. Desde entonces varias canciones de Cat Stevens han sido utilizadas en producciones de cine y televisión.

#### Últimas producciones bajo el nombre Cat Stevens

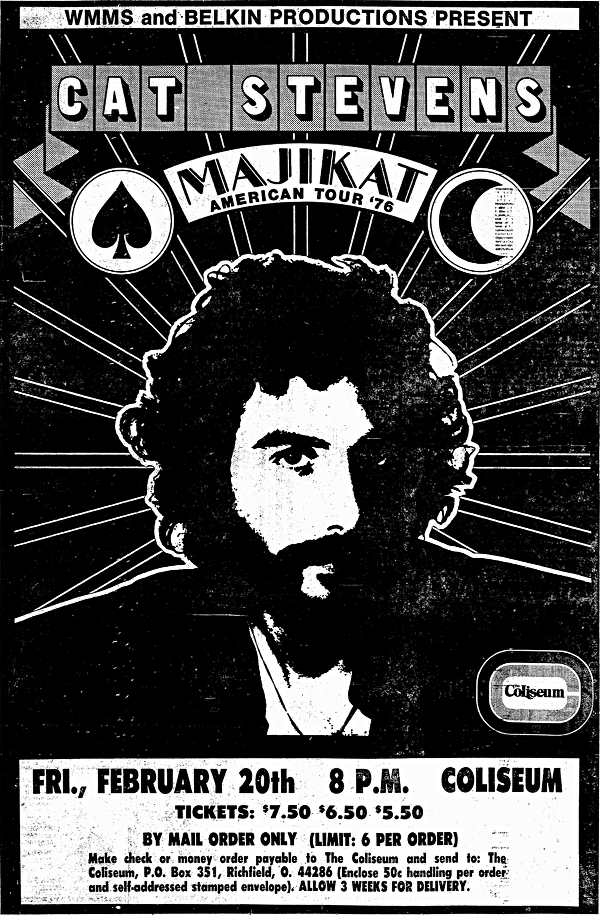
Póster de Cat Stevens en 1976.

Los siguientes lanzamientos de Stevens en la década de 1970 también obtuvieron buenas ventas, aunque no pudieron igualar el éxito obtenido entre 1970 y 1973. En 1973 se mudó a Río de Janeiro, Brasil, para ampararse de los altos impuestos británicos. Sin embargo, más tarde donó ese dinero ahorrado a la UNESCO. Durante esa época grabó el álbum Foreigner, que significó un abandono a su sonido tradicional, básicamente por prescindir de la colaboración de Samwell-Smith, quien tuvo un rol muy importante en las producciones más exitosas del músico. En 1974 publicó Buddha and the Chocolate Box, retornando a un sonido  similar al de álbumes como Teaser and the Firecat y Tea for the Tillerman. Con el regreso de Alun Davies y reconocido por la canción "Oh Very Young", Buddha and the Chocolate Box alcanzó la calificación de platino en 2001. El siguiente álbum, Numbers, fue un disco conceptual que no logró producir ningún hit.
En abril de 1977 publicó Izitso, un álbum básicamente de pop rock con un marcado uso de sintetizadores, dándole un estilo similar al del synthpop. Izitso incluyó la última canción de Stevens que logró ingresar en las listas de éxitos, "(Remember the Days of the) Old Schoolyard", un dueto con la cantante británica Elkie Brooks. Linda Lewis aparece en el vídeoclip de la canción. Su última producción bajo el nombre de Cat Stevens fue Back to Earth, publicado a finales de 1978 y producido nuevamente por Samwell-Smith.

### Conversión religiosa (1977 - presente)
Mientras se encontraba de vacaciones en Marruecos, Stevens mostró interés en el sonido del Aḏhān, un ritual islámico que sirve para hacer el llamado a la oración que es conocido como la "música para Dios". En 1976 el músico estuvo cerca de ahogarse en una playa de Malibu, California. Más tarde afirmó que lo primero que gritó cuando estaba en medio del peligro fue: "Dios, si me salvas trabajaré para ti". Luego una ola lo arrastró hasta la playa, pudiendo salir ileso de este incidente. Después de este acontecimiento empezó a indagar en temas como el budismo, el zen, la numerología, el tarot y la astrología. David Gordon, hermano de Stevens y converso al judaísmo, le regaló una copia del Corán en su cumpleaños. Stevens empezó a estudiar el libro detenidamente, identificándose con la historia de José, hijo de Jacob, un hombre que era tratado como mercancía en una plaza de mercado, encontrando una gran similitud entre esta historia y sus propias vicisitudes en la industria musical.
Formalmente se convirtió en musulmán el 23 de diciembre de 1977, adoptando el nombre Yusuf Islam en 1978. Yusuf significa José en árabe. Aunque renunció a su carrera como músico de pop, fue persuadido para realizar un último recital. Apareciendo con cabello corto y una larga barba, encabezó un concierto de caridad el 22 de noviembre de 1979 en el estadio de Wembley en beneficio del Año Internacional del Niño de UNICEF. El concierto cerró con Stevens compartiendo escenario con David Essex, Alun Davies y David Gordon, quien escribió la canción que finalizó el evento, "Child for a Day". Después de una breve relación sentimental con la bailarina Louise Wightman, Yusuf se casó con Fauzia Mubarak Ali el 7 de septiembre de 1979 en una mezquita en Londres. Actualmente residen en la capital inglesa y pasan parte del año en Dubái.

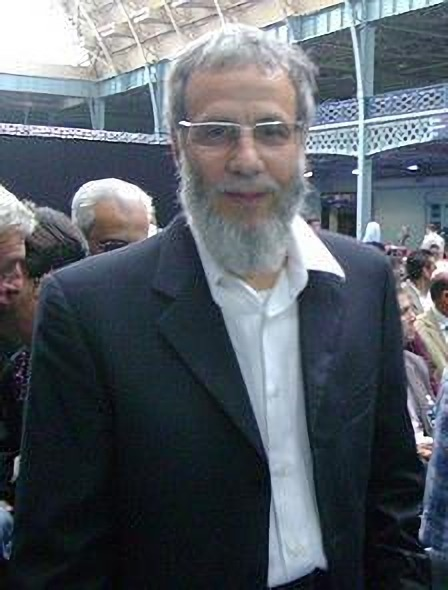
Yusuf en una exposición musulmana en Londres (2008).

Después de su conversión, Yusuf abandonó su carrera musical por casi tres décadas. En 2007 afirmó que cuando se convirtió en musulmán en 1977, el Imán de su mezquita le dijo que podía continuar en la música siempre y cuando sus canciones fueran moralmente aceptables, pero que otras personas aseguraron que no existía una manera de hacer compatible el ejercicio de ambas cosas, por lo que decidió evitar la polémica y abandonar la música pop. En una entrevista en 2004 en el programa Larry King Live afirmó "Mucha gente hubiera querido que yo siguiera cantando. Llegas a un punto en que prácticamente has agotado todo tu repertorio y quieres dedicarte simplemente a vivir. Hasta alcanzar ese punto, se puede decir que yo no tenía una vida".

#### Controversia en el caso Salman Rushdie
En 1989 fue duramente criticado cuando apoyó mediante declaraciones la fetua o pronunciamiento jurídico del ayatollah Ruhollah Jomeini contra el escritor anglo-indio Salman Rushdie, debido a la presunta blasfemia cometida en su novela Los versos satánicos. Más tarde aseguró que había sido tomado por sorpresa y que los medios, de una manera tendenciosa, desnaturalizaron el sentido de sus palabras. Días después hizo un comunicado donde dejaba muy claro que, aunque detestaba el contenido del libro, no estaba de acuerdo con la fatwa, diciendo: "Según la ley del islam, los musulmanes deben ceñirse a las leyes de los países donde tengan residencia".

#### Atentados del 11 de septiembre de 2001
Inmediatamente después de los ataques del 11 de septiembre de 2001 en los Estados Unidos, Yusuf afirmó:
Quiero expresar el horror que siento por los atentados terroristas contra personas inocentes en Estados Unidos el día de ayer. Aunque aún no hay claridad sobre los causantes de este acto, debo recordar que ningún musulmán en sus cabales podría siquiera avalar semejante acción. El Corán considera el asesinato de una sola persona igual al asesinato de toda la humanidad. Oramos por las familias de los que fallecieron en este acto de violencia y por los heridos y espero reflejar los sentimientos de todos los verdaderos musulmanes en relación con penoso momento.
Yusuf hizo parte ese mismo año de un evento benéfico llamado The Concert for New York City, donde interpretó una versión a capela de su canción "Peace Train" por primera vez en público en más de veinte años. También realizó donaciones de sus regalías al fondo de víctimas del atentado. Durante ese año colaboró en la fundación del Foro Contra la Islamofobia y el Racismo con sede en Londres, organización fundada con el fin de combatir los preconceptos y la persecución a la que se vieron abocados muchos musulmanes luego de los mencionados atentados terroristas.

#### Prohibición de ingreso a los Estados Unidos
El 21 de septiembre de 2004, Yusuf se encontraba en un vuelo de la empresa United Airlines entre Londres y Washington para asistir a una reunión con la actriz y cantante Dolly Parton. Al llegar a Bangor, Maine, el músico fue detenido por el Departamento de Seguridad de los Estados Unidos. Al día siguiente se le negó el acceso al país y fue enviado de vuelta al Reino Unido. Un portavoz del Departamento de Seguridad afirmó que la medida se había tomado porque Yusuf presuntamente tenía nexos con grupos terroristas. El gobierno de Israel había deportado a Yusuf en 2000 por supuestas donaciones que había hecho al grupo palestino Hamás, algo que el músico negó posteriormente. Yusuf, que en muchas ocasiones había declarado su inconformismo con los grupos extremistas islámicos, afirmó: "Nunca he hecho aportes monetarios a sabiendas al grupo Hamas". "Cuando fui reportado del caso, ni siquiera sabía de la existencia de dicho grupo. Algunas personas le dan una interpretación política a la caridad".
Sin embargo, el Departamento de Seguridad de los Estados Unidos añadió el nombre de Yusuf a una "lista de observación". El hecho generó una fuerte controversia, al punto que el Secretario de Estado para Relaciones Exteriores y de la Mancomunidad Jack Straw personalmente levantó una queja al Secretario de Estado Colin Powell. Powell respondió asegurando que la lista de observación se encontraba en una etapa de revisión y añadió: "Creo que debemos revisar estos asuntos para asegurarnos si estamos obrando de la manera correcta."
Yusuf pensaba que su inclusión en dicha lista de observación se debía a un error de identificación o a una confusión con otra persona del mismo nombre. El 1 de octubre de 2004 solicitó que su nombre fuera retirado de la lista. De acuerdo a su petición, el hombre que se encontraba en la lista respondía al nombre de "Youssef Islam", indicando que esa pequeña variación posiblemente había ocasionado el error. Dos años más tarde Yusuf fue admitido sin problema en los Estados Unidos para brindar algunos recitales y entrevistas como promoción de su nueva producción discográfica. El músico escribió una canción acerca de su exclusión del territorio estadounidense en 2004 titulada "Boots and Sand", grabada en 2008 con la participación de Paul McCartney, Dolly Parton y Terry Sylvester.

### Regreso a la música

#### Década de 1990 - 2006: como Yusuf Islam

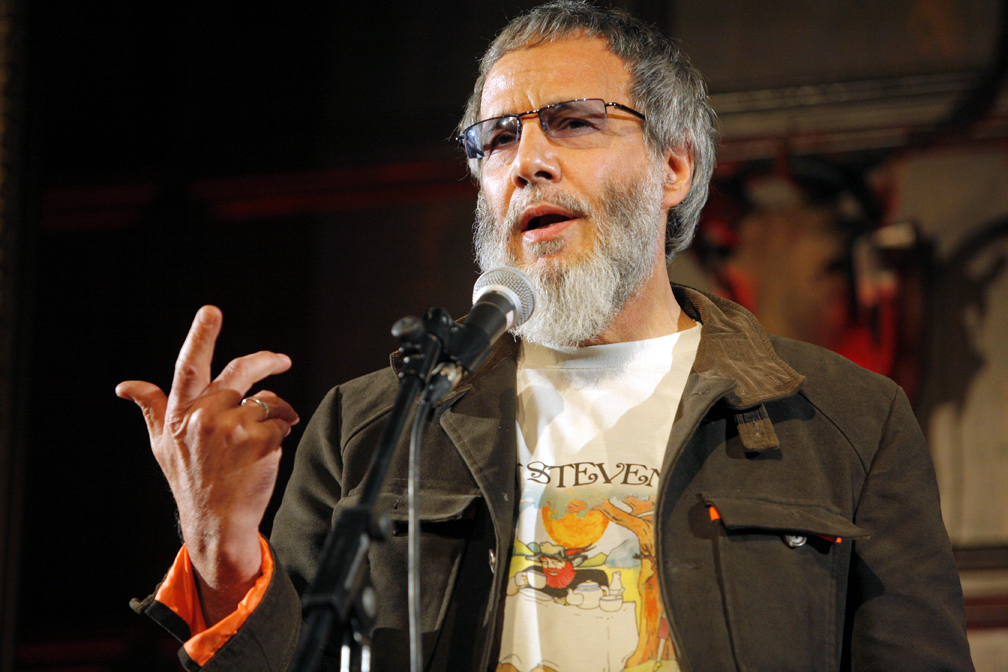
Yusuf Islam en el 2009.

Yusuf gradualmente retornó a su carrera musical en la década de 1990. Sus primeras grabaciones se basaban simplemente en una percusión acompañando a su voz, con letras influenciadas por la religión islámica. A finales de la década fue invitado a participar en la grabación de "God Is the Light", una canción del grupo malayo Raihan. Adicionalmente colaboró con el cantante musulmán canadiense Dawud Wharnsby. Después del asesinato de su amigo Irfan Ljubijankić, Ministro de Asuntos Exteriores de Bosnia Herzegovina, Yusuf apareció en un concierto benéfico en 1997 en la ciudad de Sarajevo y grabó un álbum a beneficio titulado I Have No Cannons That Roar. En el año 2000 grabó un álbum infantil titulado A Is for Allah, con la colaboración del cantautor sudafricano Zain Bhikha.
En 2003 el músico grabó nuevamente la canción "Peace Train" para un álbum recopilatorio que contenía también grabaciones de David Bowie y Paul McCartney. Tocó la canción "Wild World" en el concierto benéfico 46664 de Nelson Mandela junto a Peter Gabriel, convirtiéndose en la primera vez que cantaba en inglés luego de 25 años. En diciembre de 2004 Yusuf y Ronan Keating grabaron una nueva versión de "Father and Son". La canción logró ingresar en la segunda posición de las listas de éxitos y su recaudación fue donada a la caridad. El año siguiente hizo parte de un recital en celebración del aniversario de Mahoma, profeta del Islam, en la ciudad de Abu Dhabi.

#### 2006 - presente: como Yusuf
En marzo de 2006, Yusuf finalizó la grabación de su primer álbum de pop desde 1978. El álbum, titulado An Other Cup, fue publicado internacionalmente en noviembre de 2006 por su propia discográfica, Ya Records (distribuida por Polydor Records en el Reino Unido y por Atlantic Records en el resto del mundo). El álbum fue acompañado de un único sencillo, "Heaven/Where True Love Goes". Rick Nowels, popular por su trabajo con Dido y Rod Stewart, se encargó de la producción. En los créditos el álbum se le acredita a "Yusuf" y aparece una etiqueta donde se explica que se trata del artista anteriormente conocido como Cat Stevens. Yusuf escribió todas las canciones excepto "Don't Let Me Be Misunderstood", escrita por Bennie Benjamin, Gloria Caldwell y Sol Marcus.

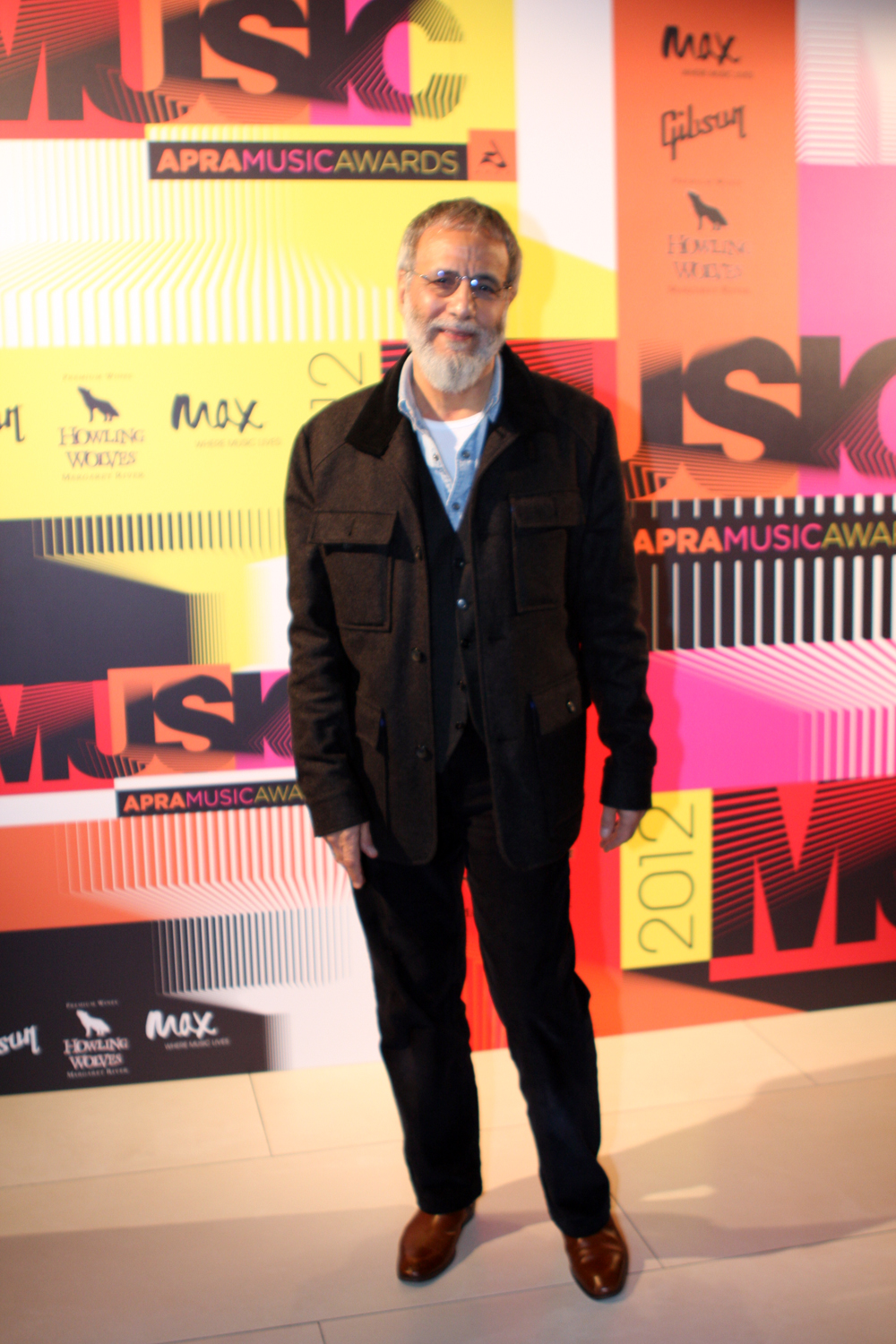
Yusuf en el 2012.

El 5 de mayo de 2009 fue publicado un nuevo álbum de estudio titulado Roadsinger. Su canción principal, "Thinking 'Bout You", debutó en las radios en un especial de la BBC el 23 de marzo del mismo año. En esta ocasión el músico promocionó el álbum con numerosas apariciones en los medios británicos y estadounidenses, algo que no ocurrió tras el lanzamiento de An Other Cup. Yusuf se presentó en programas de televisión como The Chris Isaak Hour, The Tonight Show with Jay Leno, The Colbert Report y Late Night with Jimmy Fallon.
En octubre de 2013, Yusuf fue nominado para ingresar en el Salón de la Fama del Rock and Roll por su aporte a la música como Cat Stevens. En abril de 2014 fue presentado por el músico Art Garfunkel en una ceremonia realizada en el Barclays Center en Brooklyn, Nueva York. Allí, Yusuf interpretó las canciones "Father and Son", "Wild World" y "Peace Train". En la misma ceremonia se incluyeron en el salón de la fama a los músicos Peter Gabriel y Linda Ronstadt y a las agrupaciones Kiss, Nirvana y Hall & Oates.
El 15 de septiembre de 2014 el músico anunció que su nuevo álbum de estudio sería publicado el 27 de octubre de ese mismo año y que llevaría por título Tell 'Em I'm Gone. También anunció dos giras cortas por Europa y Norteamérica. En febrero de 2015 se presentó en el Festival Internacional de la Canción de Viña del Mar en Chile, abriendo la última jornada festivalera y siendo promocionado y presentado como "Yusuf/Cat Stevens". El 9 de agosto de 2016 el músico anunció su segunda gira por Norteamérica desde 1978 titulada "A Cat's Attic Tour", dando inicio el 12 de septiembre de 2016 en Toronto y finalizando el 7 de octubre del mismo año en Los Ángeles. El 15 de septiembre de 2017 fue publicado el disco The Laughing Apple, su decimoquinta producción discográfica.
A finales de Junio, 2023, Yusuf/Cat Stevens participa con un concierto de más de una hora en el Festival de Glastonbury, en el Reino Unido.

## Discografía

### Como Cat Stevens
- 1967: Matthew and Son
- 1967: New Masters
- 1970: Mona Bone Jakon
- 1970: Tea for the Tillerman
- 1971: Teaser and the Firecat
- 1972: Catch Bull at Four
- 1973: Foreigner
- 1974: Buddha and the Chocolate Box
- 1975: Numbers
- 1977: Izitso
- 1978: Back to Earth

### Como Yusuf
- 2006: An Other Cup
- 2009: Roadsinger
- 2014: Tell 'Em I'm Gone

### Como Yusuf / Cat Stevens
- 2017: The Laughing Apple
- 2020: Tea for the Tillerman 2
- 2023: King of a Land
- 2025: Nature